# 蒂弗頓和霍尼頓 (英國國會選區)
蒂弗頓和霍尼頓（英語：Tiverton and Honiton），英國國會一郡選區，包括英格蘭西南部德文郡東北部，包括中德文區東部以及東德文區東部。
本區自1997年創設以來一直支持保守黨。在2010年大選中尼爾·帕里什以45.7%選票首次當選，繼承了安吉拉·布朗宁留下來的議席。但帕里什因為在下議院用手提電話觀看色情影片，於2022年宣佈辭職。由此觸發的補選，由自民黨的理查德‧福特當選。